# آخیم بایرلتزر
آخیم بایرلتزر (انگلیسی: Achim Beierlorzer؛ زادهٔ ۲۰ نوامبر ۱۹۶۷) بازیکن فوتبال سابق و مربی فوتبال فعلی، اهل آلمان است.
از باشگاه‌هایی که در آن بازی کرده‌است می‌توان به گروتر فورث و نورنبرگ اشاره کرد.
وی در مسابقات جهانی یونیورسیاد، برندهٔ ۱ مدال برنز شده‌است.